# Porta do Moniz

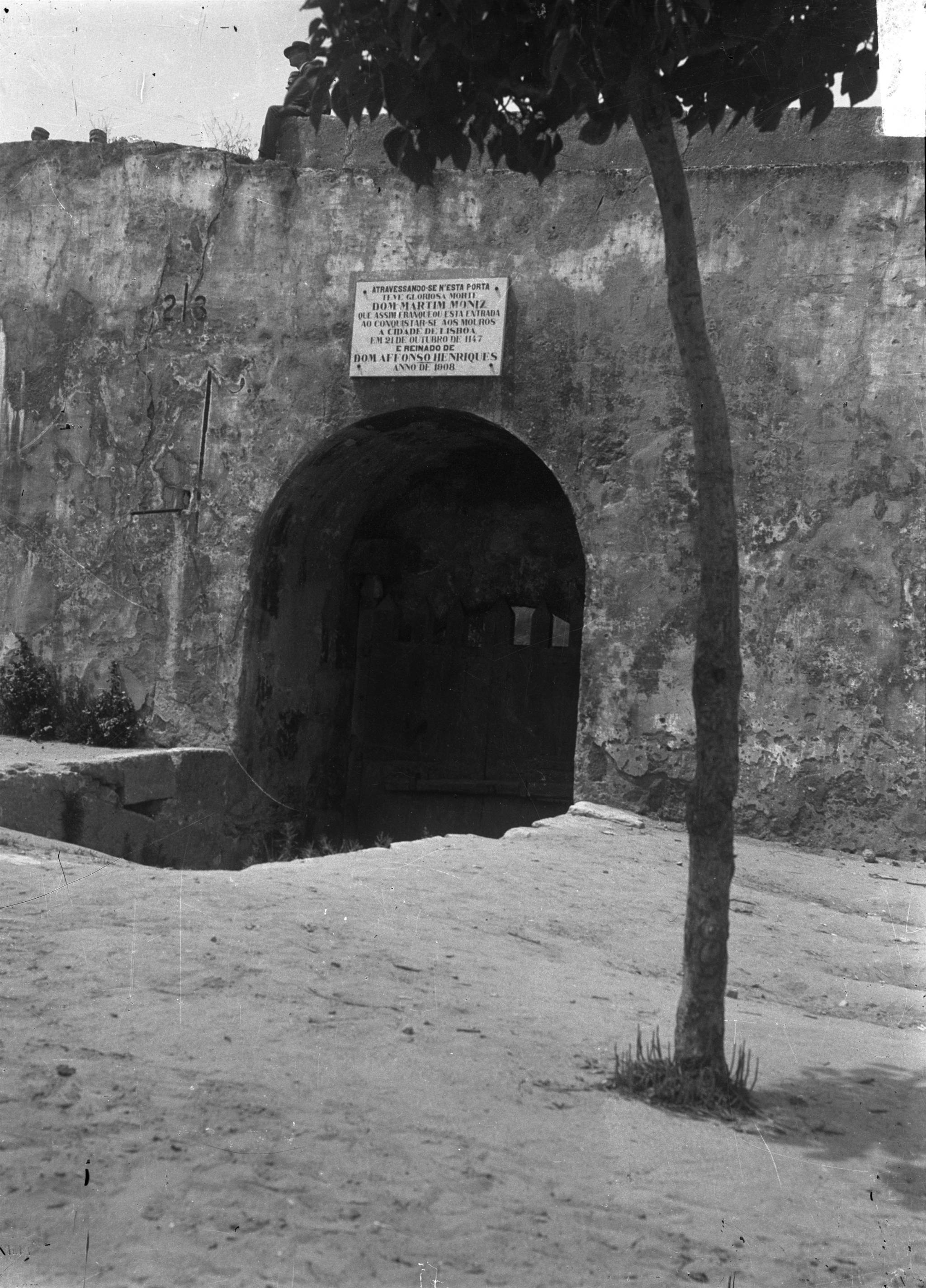
Lado interior da Porta do Moniz, circa 1900

A Porta do Moniz ou Porta de Martim Moniz é uma antiga porta da cidade de Lisboa, inserida na cerca moura da cidade. É uma das portas do Castelo de São Jorge, em Lisboa, tendo sido também conhecida por Porta do Sol e Porta do Norte.
É a terceira porta da muralha do castelo, que faz face à Igreja do Convento da Graça, em 1838 igreja paroquial de Santo André e Santa Marinha. Por 1760 a porta ficava no interior do Castelo, no fim da rua direita da paroquial de Santa Cruz.
Segundo a tradição, nesta porta se atravessou e morreu o valoroso capitão de D. Afonso Henriques, Martim Moniz, para facilitar a entrada aos portugueses durante a Conquista de Lisboa. Diz-se que D. Afonso Henriques, para memória de tão ilustre feito, mandou colocar no alto dela uma perfeita cabeça, de fino mármore, sob a qual há a seguinte inscrição:

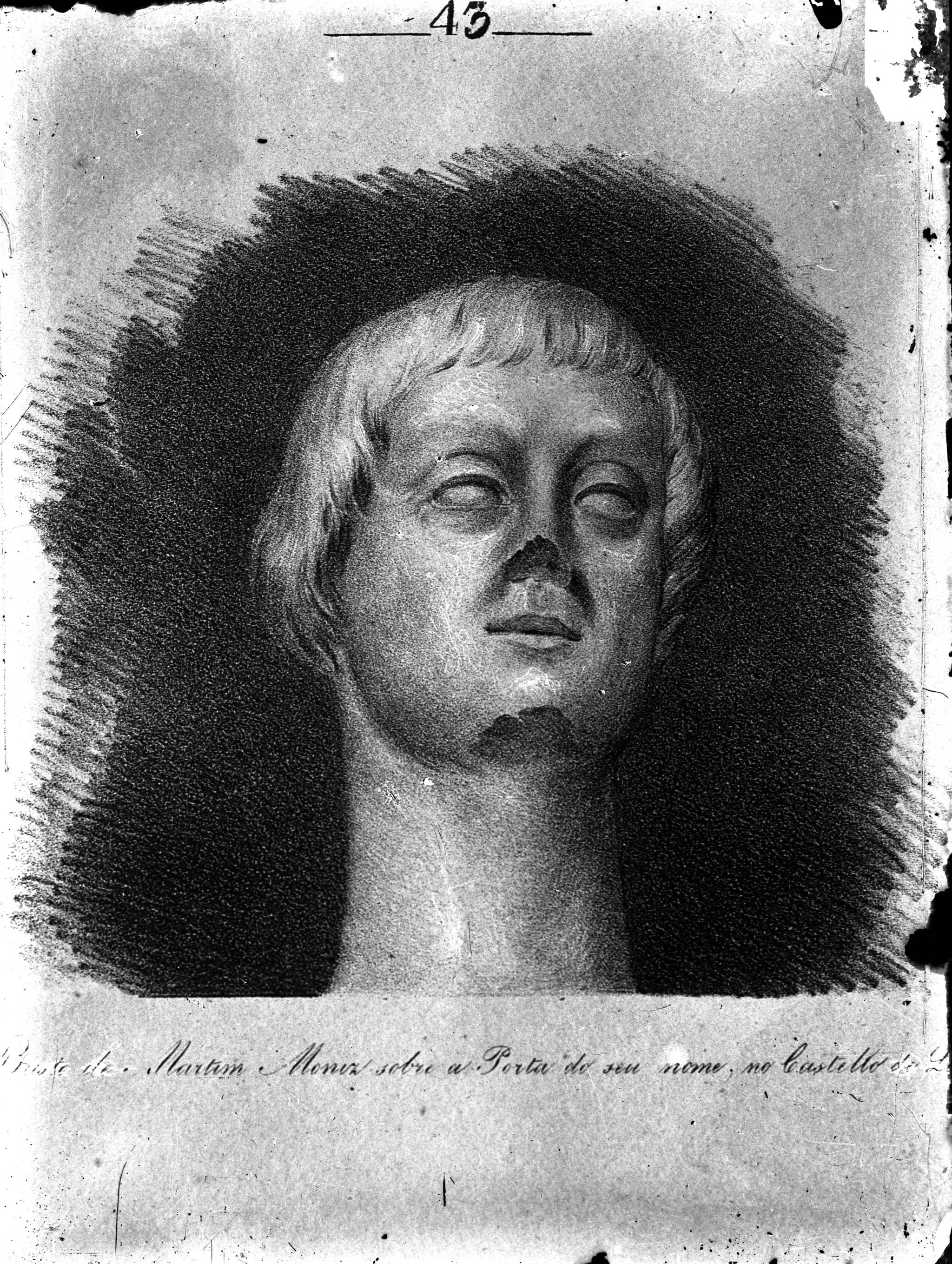
Busto de Martim Moniz sobre a porta de seu nome

Abaixo desta porta, na Costa do Castelo, existiu uma povoação denominada Vila Quente, que foi submergida pelo terramoto que sucedeu em Lisboa a 26 de Janeiro de 1531.